# Raymonde Gravel
Raymonde Gravel née à Montréal en 1913 et morte à Sainte-Foy (aujourd'hui Québec) en 1993 est une peintre canadienne.

## Biographie
Après des études à Montréal, elle entreprend une formation qui la mène à Detroit, à Ottawa, à Windsor et à Paris. En 1934, alors qu'elle habite la « Ville lumière », elle fréquente l'Académie Julian et l'École nationale supérieure des beaux-arts. De retour au Canada deux ans plus tard, Gravel commence sa carrière artistique en peignant des natures mortes, des portraits et des paysages. Elle expose à quelques reprises ses toiles au Salon de Paris et à l'Académie royale des arts du Canada.
En 1938, elle présente Ma mère nattant un tapis, une huile peinte en 1937, au Salon des artistes français de Paris. Elle illustre différentes publications telles que le Journal français des étudiants de l'Université d'Ottawa et Au pays de Québec : Contes et images, de Louvigny de Montigny paru en 1945. L’artiste revient au Québec en 1947 après avoir vécu quelque temps à Ottawa.
Une copie de son portrait par Marie-Rose Turcot, peint en 1945, est exposée à l'hôtel de ville d'Ottawa à la suite d'un don de Bibliothèque et Archives Canada.

## Expositions
- 1938 : Salon des artistes français, Paris, France
- 1950 : Exposition au 5283 avenue du Parc, Montréal
- 1995 : Visages retrouvés 1920-1950, Musée d’art de Joliette, exposition collective
- 2009-2010 : Femmes artistes. La conquête d'un espace, 1900-1965, Musée national des beaux-arts du Québec et Musée d’art de Joliette

## Collections
- Bibliothèque et Archives Canada[4]
- Musée national des beaux-arts du Québec
- Musée d'art de Joliette
- Musée d'art contemporain de Montréal
- Musée Laurier
- Musée Louis-Hémon
- Musée des beaux-arts de Sherbrooke
- Musée Pierre-Boucher
- Musée régional de la Côte-Nord